# 一畑電氣鐵道
一畑電氣鐵道股份有限公司，常簡稱為一畑或一畑電鐵，為以日本島根縣東部區域為主要事業範圍的一畑集團控股公司。
過去最初原為鐵路公司，但後來事業範圍逐漸拓展到旅行社、飯店、餐廳、特產店、巴士、百貨公司、不動產，在陸續拆分包括鐵路業務在內的各項事業成為子公司後，一畑電氣鐵道已轉成為控股公司。
「一畑」的名稱則是源自位在出雲市境內的一畑藥師教團總本山一畑寺，由於一畑電氣鐵道最初所興建鐵路就是為了接送前往一畑寺參拜的旅客，因此以「一畑」作為名稱，而在成立之初一畑寺本身也是公司的主要股東之一。

## 歷史
1912年在出雲當地人士以及一畑寺的出資下，成立了一畑輕便鐵道，最初公司的業務為經營自出雲今市車站（現在的出雲市車站）前往一畑寺的鐵路。
隨著1920年代將鐵路電氣化，公司在1925年更名為一畑電氣鐵道株式會社，此後鐵路路線更逐步擴張至松江市和出雲大社。
1930年代開始，一畑電氣鐵道陸續開拓事業版圖，包括經營巴士、計程車的業務，1954年又先後買下出雲鐵道的立久惠線和島根鐵道的廣瀨線，1958年與三越百貨合作開設一畑百貨店，1960開設遊樂園一畑園，1962年開設收費道路一畑自動車道。
1968年承接受讓出雲市自動車部的市營公車業務，1971年開始將客運、計程車的業務分設為子公司，也陸續將當地相關的交通企業併入，2005年決定轉型成為控股公司，因此在2006年陸續將鐵路事業、機票代理業務、巴士客運業務、旅館事業、餐飲事業、人力派遣事業分出設立子公司。

## 事業範圍

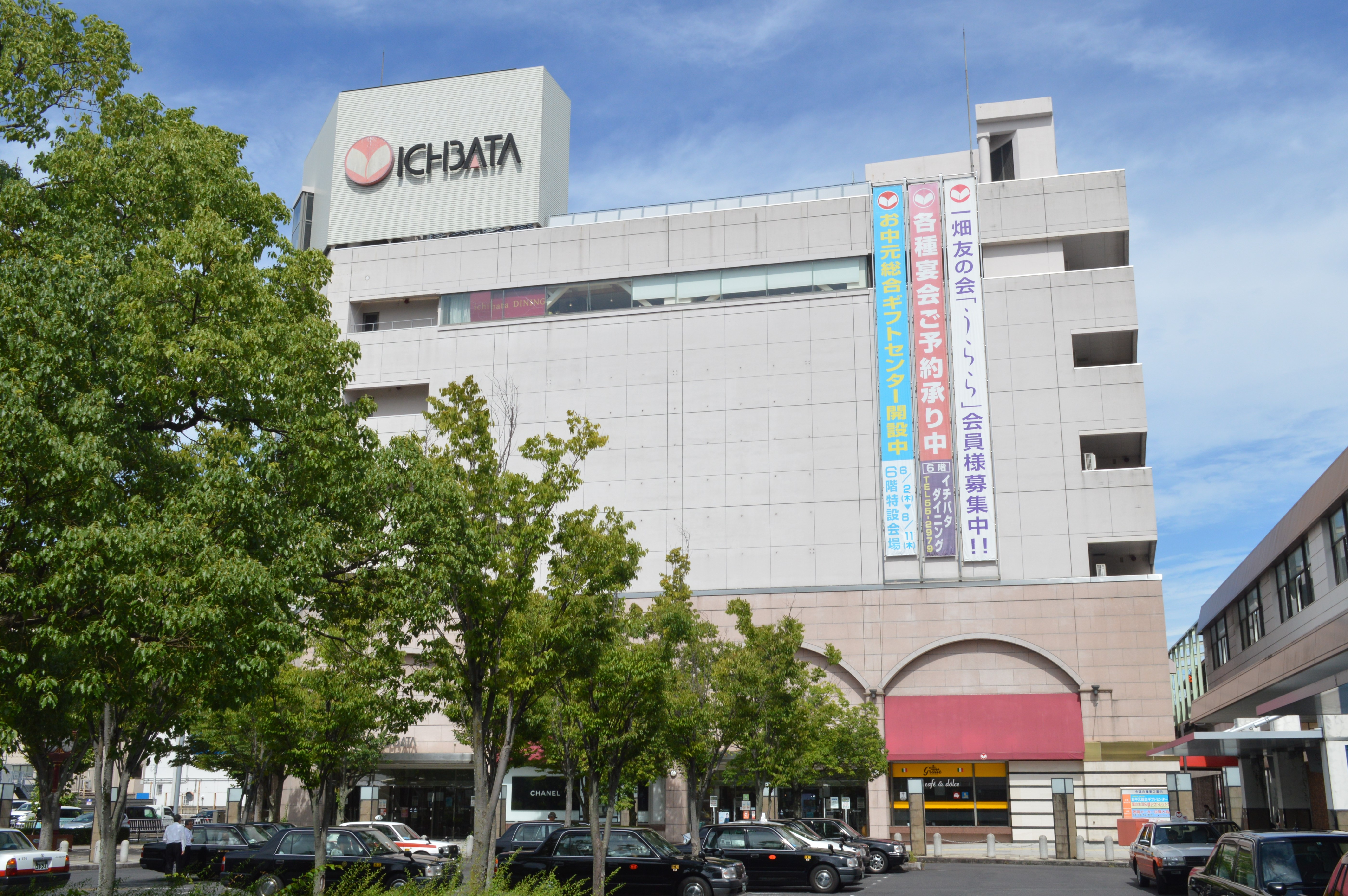
一畑百貨店松江店

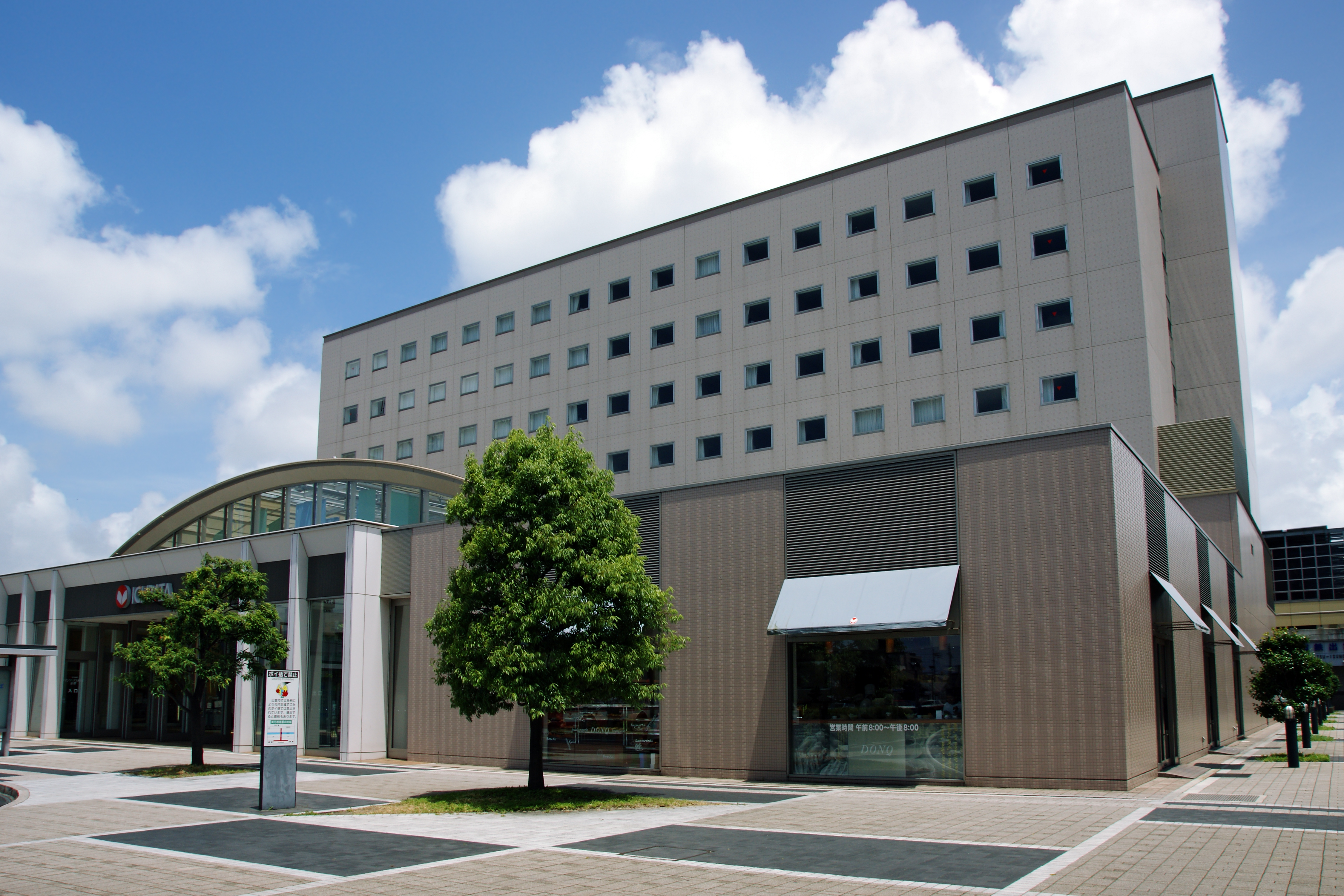
一畑集團旗下的出雲雙葉酒店，一樓為一畑百貨店出雲店

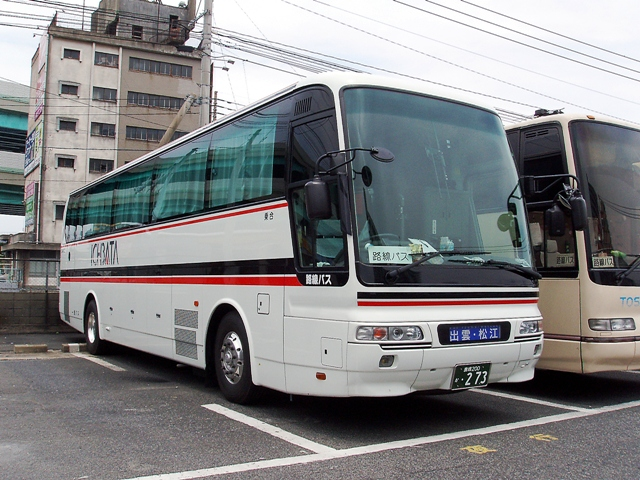
一畑巴士的車輛

目前屬於一畑電氣鐵道直接經營的事業包括島根縣立古代出雲歴史博物館的經營管理、保險代理業務及不動産事業，目前也在台灣設有台北事務所。
集團內的子公司包括：
交通事業
- 一畑電車
- 一畑巴士
- 松江一畑交通
- 出雲一畑交通
- 隱岐一畑交通

服務事業
- 一畑旅遊服務
- 一畑飯店
- 平田自動車教習所：駕駛訓練
- 一畑園

批發零售事業
- 一畑百貨店（已於2024年停止營運）
- 一畑友之會（已於2024年停止營運）
- 出雲：零售商店
- Car Tecs一畑：汽車維修

建設事業
- 一畑工業
- 一畑住設

其他關係企業
- 出雲機場航站樓：持股30.3%，為依法列為關聯企業

## 外部連結
- （日語） 一畑電氣鐵道公司簡介 （页面存档备份，存于）